# Georg Simmel
Georg Simmel (1 tháng 3 năm 1858 - 28 tháng 9 năm 1918 tại Berlin, Đức) là một trong những nhà xã hội học thuộc thế hệ đầu tiên của nước Đức. Ông được sinh ra trong một gia đình Do Thái. Sau khi cha ông mất, một người bảo trợ theo đạo Thiên Chúa được chỉ định cho Simmel và kể từ đó ông được nuôi dưỡng với tư cách là một con chiên của Chúa. Các nghiên cứu của Georg Simmel đã mở đường cho khái niệm cơ cấu xã hội. Tác phẩm nổi tiếng nhất của ông được biết đến ngày nay có tên Philosophie der Geldes (Triết lý về Tiền bạc).